# 卡斯特罗公国
卡斯特罗公国（義大利語：Ducato di Castro）是一个曾经存在于意大利中部的国家，形成于1537年，教皇保罗三世将爵位授予自己的儿子，领土为现今以拉齐奥的卡斯特罗为中心的拉齐奥和托斯卡纳部分地区。理论上，卡斯特罗公国是教皇国的一个卫星国，但事实上卡斯特罗公国在法尔内塞家族统治下一直享受着实质上的独立，直至1649年被收归回教皇国的世俗领土范围内。